# Brad Owen

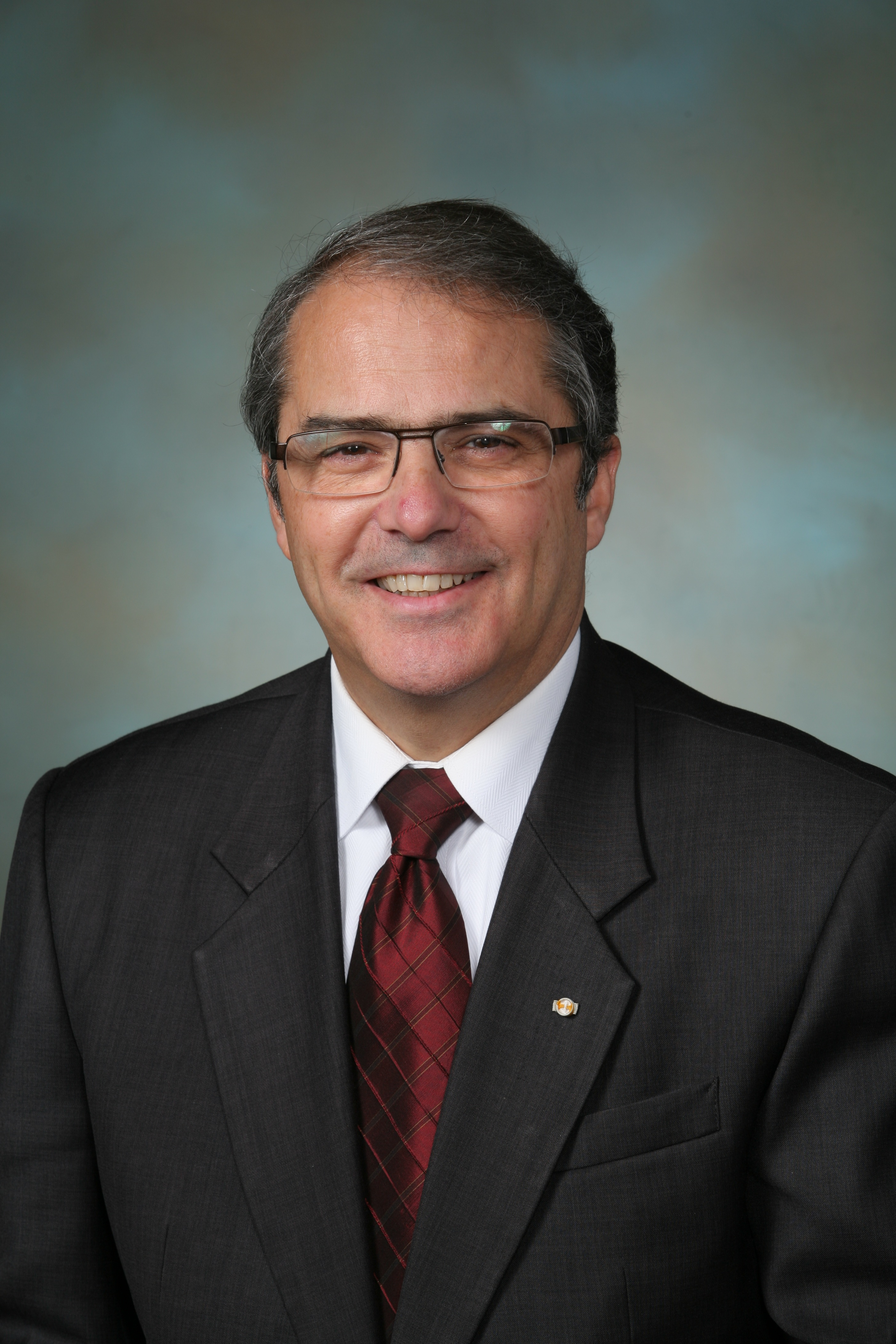
Brad Owen

Brad Owen (* 23. Mai 1950 in Tacoma, Washington) ist ein US-amerikanischer Politiker und war von 1997 bis 2017 der 15. Vizegouverneur seines Heimatstaates.

## Leben
Owen gehörte von 1976 bis 1979 dem Repräsentantenhaus von Washington an und saß von 1983 bis 1996 im Senat des Bundesstaates. 1996 wurde er als Demokrat zum Vizegouverneur (lieutenant governor) von Washington gewählt. Bei den Wahlen der Jahre 2000, 2004, 2008 und 2012 konnte er sein Amt jeweils verteidigen. Damit fungierte er als Stellvertreter des jeweiligen Gouverneurs. Als Vizegouverneur war Owen gleichzeitig Präsident des Senats von Washington. Im Jahr 2016 wollte er sich ursprünglich erneut zur Wiederwahl stellen. Im März 2016 gab er dann bekannt auf eine weitere Kandidatur verzichten zu wollen. Damit schied er am 10. Januar 2017 aus seinem Amt aus. Sein Nachfolger wurde der Demokrat Cyrus Habib.
Als Anerkennung seiner Bemühungen, die Beziehungen zwischen dem Bundesstaat Washington und Spanien zu vertiefen, wurde Owen 2007 der Orden de Isabel la Católica von König Juan Carlos I. verliehen. Der König, der nicht selbst anwesend war, wurde durch den spanischen Generalkonsul Manuel Pradas Romani und den Honorarkonsul Luis Fernando Esteban vertreten.
Owen ist verheiratet und hat sechs Kinder sowie 13 Enkelkinder.